# Liesbeth Zegveld
Liesbeth Zegveld (Ridderkerk, 14 januari 1970) is een Nederlandse advocaat en hoogleraar. Als juriste is zij gespecialiseerd in mensenrechtenschendingen en compensatie voor oorlogsslachtoffers.

## Opleiding en carrière
Zegveld volgde het voortgezet onderwijs in Middelharnis. Na haar rechtenstudie aan de Universiteit Utrecht was ze vanaf 1998 met een beurs van het Fulbright-programma als onderzoekster verbonden aan de New York University en het Inter-Amerikaans Hof voor de Rechten van de Mens in Washington D.C.. In 2000 promoveerde ze cum laude bij Tineke Cleiren aan de Erasmus Universiteit Rotterdam op het proefschrift Accountability of Armed Opposition Groups in International Law, dat bekroond werd met de Max van der Stoel-Mensenrechtenprijs van de gezamenlijke Nederlandse en Vlaamse juridische faculteiten. In datzelfde jaar werd ze beëdigd als advocaat en in 2005 werd zij partner bij Prakken d'Oliveira Human Rights Lawyers.
Van 2006 tot 2013 was Zegveld daarnaast hoogleraar in deeltijd aan de Universiteit Leiden, met als leeropdracht humanitair oorlogsrecht, in het bijzonder de rechten van vrouwen en kinderen ten tijde van gewapend conflict. In 2011 werd haar de jaarlijkse Clara Meijer-Wichmann Penning uitgereikt door de Nederlandse Liga voor de Rechten van de Mens en de stichting J'accuse. Zij houdt zich bezig met onder meer de schadeloosstellingen aan oorlogsslachtoffers, waarvoor ze in 2011 de Nuhanovic Foundation heeft opgericht. Sinds eind 2013 is ze parttime hoogleraar War Reparations (oorlogsherstel) aan de Universiteit van Amsterdam. Ze aanvaardde dit ambt met de oratie Civielrechtelijke verjaring van internationale misdrijven. In maart 2014 ontving Zegveld de Amsterdamse Dekenprijs, voor haar werk in een 'buitengewoon complex rechtsgebied; de aantasting van mensenrechten in oorlogssituaties en de aanpak van internationale milieuschades'. In april 2016 werd Zegveld door de bezoekers van Advocatie Live! verkozen tot 'Meest Gewaardeerde Advocaat'.
Haar ex-echtgenoot André Nollkaemper is hoogleraar internationaal publiekrecht en oud-decaan van de Faculteit der Rechtsgeleerdheid aan de Universiteit van Amsterdam.

## Bekende zaken
- De aangifte van nabestaanden van een slachtoffer van het regime van Jorge Videla in Argentinië tegen Jorge Zorreguieta voor zijn vermeende betrokkenheid bij misdaden tegen de menselijkheid in zijn tijd als minister van Landbouw en Veeteelt.[9]
- De zaak van negen weduwen tegen de Staat der Nederlanden voor het Bloedbad van Rawagede op 9 december 1947, waarin de Staat aansprakelijk werd gesteld voor gederfde inkomsten van levensonderhoud.[10] Naast de weduwen stond en staat Zegveld ook in andere zaken nabestaanden van slachtoffers van marteling, verkrachting en executie in voormalig Nederlands-Indië bij.[11]
- Het bijstaan van de Nederlandse getuigen in de zaak Julio Poch omtrent zijn betrokkenheid bij de zogenaamde Argentijnse dodenvluchten tijdens het Videla-regime, waarin de getuigen op verzoek van de Argentijnse justitie verklaringen aflegden.[12]
- De zaak van twee Bosnische families tegen de Staat der Nederlanden vanwege de dood van familieleden tijdens de Val van Srebrenica in 1995,[13] waarin de Bosnische families door de Hoge Raad in het gelijk werden gesteld.[14]
- De zaak van de vader van de Irakese Azhar Sabah Jaloud, die in 2004 wordt doodgeschoten bij een Nederlands militair checkpoint in Irak tijdens de Irakoorlog. De zaak mondde uit in een succesvolle klacht tegen de Nederlandse Staat bij het Europees Hof voor de Rechten van de Mens.[15]
- De zaak van slachtoffers van gifgasaanvallen tijdens de Irak-Iranoorlog tegen Frans van Anraat, die in de jaren tachtig grondstoffen voor chemische wapens aan het Iraakse regime leverde.[16]
- De zaak namens de Federatie Nederlandse Vakbeweging (FNV) en een gastarbeider uit Bangladesh tegen de Wereldvoetbalbond FIFA die verantwoordelijk wordt gehouden voor slechte behandeling van gastarbeiders die werken aan de bouw van stadions en infrastructuur voor het WK voetbal van 2022 in Qatar.[17]
- De zaak van de nabestaanden van twee van de Molukse treinkapers bij De Punt in 1977 tegen de Staat der Nederlanden.[18] De rechtbank in Den Haag oordeelde hierover in juli 2018 dat het optreden van de mariniers tegen de treinkapers naar behoren was.[19]
- De onderhandelingen tussen Salo Muller en de Nederlandse Spoorwegen rondom de individuele schadevergoedingen voor slachtoffers van de Holocaust of hun nabestaanden vanwege de treintransporten naar concentratiekampen tijdens de Tweede Wereldoorlog, waar de Nederlandse Spoorwegen aan meewerkte.[20]